# Güepsa
Güepsa – miasto w Kolumbii, w departamencie Santander.